# یوهان استومپف
یوهان استومپف (انگلیسی: Johan Stumpf; ۱۹ مهٔ ۱۸۸۰ – ۲۴ اوت ۱۹۴۴) ژیمناست هنری اهل نروژ بود.